# Чёлушкин, Кирилл Борисович
Кирилл Борисович Чёлушкин (родился 9 мая 1968 года) — российский художник-график.

## Биография
Кирилл Чёлушкин родился в городе Хотьково Московской области. В 1994 году окончил Московский архитектурный институт. Вместе с Глебом Кузнецовым в 2010 году создал собственное издательство Chelushkin Handcraft Books.
В 2017 году Кирилл Челушкин вошёл в Российский инвестиционный художественный рейтинг 49ART, представляющий выдающихся современных художников в возрасте до 50 лет. Кирилл Чёлушкин вошел в двадцатку самых дорогих художников России 2017 года по версии журнала Forbes.
В последнее время художник живет и работает в Париже.
Представлен галереями: Крокин галерея, pop/off/art, Галерея Марины Гисич, NK Gallery, Rabouan Moussion galerie.

## Избранные персональные выставки
- 2021 — «Образ жизни». Marina Gisich Gallery. Санкт-Петербург
- 2020 — «Образ жизни». БИЗОN. Казань
- 2019 — «Диалог. Кирилл Челушкин и Дидье Мае». NK gallery. Москва
- 2019 — «Кирилл Челушкин. Избранные работы». NK gallery. Cube. Москва
- 2018 — «По ту сторону картинки». Российская государственная детская библиотека. Москва
- 2018 — «Black Line». NK Gallery. Антерверп. Бельгия
- 2017 — «Beauty in Destruction». NK Gallery. Антерверп. Бельгия
- 2017 — «Право на грядущее». Музей искусства Санкт-Петербурга XX-XXI веков.Санкт-Петербург
- 2017 — «Ура! Скульптура!» ЦВЗ «Манеж». Санкт-Петербург
- 2016 — «Чужие земли», галерея Рабоуан Муссион, Париж, Франция
- 2016 — «Счастливый человек», галерея Марины Гисич, Санкт-Петербург
- 2016 — «Nobody track», NK Gallery, Антверпен, Бельгия
- 2015 — «Вторжение», NK Gallery, Антверпен, Бельгия
- 2015 — «…баный стыд», галерея pop/off/art, Москва
- 2014 — «Все, что осталось в земле», галерея pop/off/art, Москва
- 2013 — «Iron», Galerie Rabouan-Moussion, Париж, Франция
- 2012 — «Одна хорошая вещь», Галерея Марины Гисич, Санкт-Петербург
- 2010 — «Zuruck». Art & Space. Мюнхен. Германия
- 2010 — «242», Галерея Марины Гисич, Санкт-Петербург
- 2008 — «Adaptation», галерея pop/off/art, Москва
- 2007 — «Все, что я успел понять о свете и тени», галерея pop/off/art, Деловой центр «Знаменка», Москва (параллельная программа 2-й Московской биеннале современного искусства)
- 2006 — «Last Monsters», галерея Rabouan Moussion, Париж, Франция
- 2006 — «Фантомные боли», Крокин галерея, Москва
- 2005 — «Предчувствие», Музей-памятник «Нарвские Триумфальные ворота», Санкт-Петербург (в рамках программы института ПРО АРТЕ «Современное искусство в традиционном музее»)2005 — «Снежные люди», галерея Rabouan Moussion, Франция
- 2004 — «У!порно», галерея «Сэм Брук», Москва

## Групповые выставки
- 2019 — «Пластическая масса». Государственный Русский музей. Санкт-Петербург
- 2018 — «ВДНХ». Marina Gisich Gallery. Санкт-Петербург
- 2017 — «Beauty in Destruction». NK Gallery. Антерверп. Бельгия
- 2017 — «Право на грядущее». Музей искусства Санкт-Петербурга XX-XXI веков.Санкт-Петербург
- 2017 — «Ура! Скульптура!», ЦВЗ «Манеж», Санкт-Петербург
- 2017 — Art Dubai, NK Gallery, Дубай, ОАЭ
- 2017 — Art Paris, Rabouan-M0usson Gallery, Париж, Франция
- 2017 — Art Miami, галерея Марины Гисич, Майами, США
- 2016 — Cosmoscow, галерея Марины Гисич, Москва
- 2016 — Современные русские художники — участники Венецианской биеннале. ЦВЗ «Манеж», Санкт-Петербург
- 2016 — «Russian Contemporary: Drawing», No Limits, London
- 2016 — «Russian Contemporary: Drawing», No Limits, Berlin
- 2014 — CRYSTALLIZATIONS. CONTEMPORARY ART FROM ST. PETERSBURG. Common project of Wäinö Aaltonen Museum of Art (Turku, Finland) and Marina Gisich Gallery.
- 2014 — «Актуальный рисунок», ГРМ, Санкт-Петербург
- 2013 — «„UN AUTOMNE RUSSE“», Espace Topographie de l’arte, Paris
- 2012 — «The bear skin», Galerie Rabouan-Moussion, Париж, Франция
- 2010 — «90», Крокин галерея, Москва
- 2006 — Arte Lisboa-Feira de Arte Contemporanea. Stella Art Gallery , Мадрид , Испания
- 2006 — ARCO 2006, Stella Art Gallery, Мадрид, Испания
- 2005 — Х Международный форум художественных инициатив «Мы», «Азиатский проект», Московский государственный выставочный зал «Новый Манеж», Москва
- 2005 — Болонская Международная выставка иллюстрации (Bologna International Illustration), Болонья, Италия
- 2005 — «Проект Победа», Крокин Галерея, Москва
- 2005 — Новое русское искусство, Новосибирский государственный художественный музей, Новосибирск
- 2005 — FIAC 2005, Galerie Rabouan Moussion. Франция
- 2005 — ARCO , Мадрид, Испания. Галерея Stella Art , Москва
- 2005 — «Снежные люди», Galerie Rabouan Moussion, Франция
- 2004 — San Francisco International Art Exposition. Сан-Франциско, США. Галерея Крокин, Москва
- 2004 — «Мой Кабаков», галерея Stella Art , Москва
- 2004 — «Лифшиц для начинающих», галерея «Сэм Брук», Москва
- 2004 — «Еврографик-2004», Московский музей современного искусства, Москва
- 2004 — «Арт-Клязьма». II Международный фестиваль современного искусства на открытом воздухе, Клязьменское водохранилище, Московская обл.
- 2003 — «Школа». Галерея Крокин, Москва
- 2003 — «Реакция», «Галерея А-3», Москва
- 2003 — «Конституция Российской Федерации в рисунках», галерея «С‘арт», Москва
- 2003 — «Арх-Москва», 4-я международная архитектурная выставка, ЦДХ, Москва
- 2003 — «Андерсен в книжной графике», Российский Государственный гуманитарный университет, Москва
- 2002 — Болонская Международная выставка иллюстрации (Bologna International Illustration), Болонья, Италия
- 2002 — ARCO , Мадрид, Испания. Крокин галерея, Москва
- 2002 — «Мелиорация». Международный фестиваль современного искусства на открытом воздухе, Клязьминское водохранилище, Московская обл.
- 2002 — «Арх-Москва». 7-я международная архитектурная выставка, ЦДХ, Москва
- 2001 — Болонская Международная выставка иллюстрации (Bologna International Illustration), Болонья, Италия
- 2001 — San Francisco International Art Exposition. Сан-Франциско, США
- 2001 — ARCO , Мадрид, Испания. Галерея Крокин, Москва
- 2001 — «Лучшие книжные графики Восточной Европы 1980—2000», Венеция, Италия
- 2000 — San Francisco International Art Exposition. Сан-Франциско, США
- 1999 — выставочный зал «в Пересветовом переулке», Москва
- 1999 — San Francisco International Art Exposition. Сан-Франциско, США
- 1999 — «Лучшие книжные графики» (Best Book Graphics), Центральный дом детской книги, Москва
- 1998 — Graphics Room Project, галерея «Новая коллекция», Москва
- 1998 — Bratislava World lllustration '98, Братислава, Словакия
- 1993 — Современные московские графики (Modern Graphics of Moscow), Краков — Варшава, Польша
- 1993 — House of Asteria , ЦДХ, Москва
- 1992 — «Грустная кошка», выставочные залы Агентства печати «Новости», Москва
- 1991 — «Квадрат», выставочный зал на Малой Грузинской, Москва
- 1990 — Московские художественные институты, ЦДХ, Москва
- 1990 — 2-я Международная выставка молодежи, ЦДХ, Москва
- 1989 — «Современные графики» (Modern Graphics), Центральный дом архитектора, Москва
- 1989 — «Московская живопись» (Painting of Moscow), Кёльн, Германия
- 1983 — " Архитектура завтра « (Architecture Tomorrow), Токио , Япония
- 1984 — Slipping Away Moscow . Союз архитекторов, Москва
- 1988 — «Валять дурака» (To Play the Fool), выставочный зал Московского Архитектурного института, Москва

## Коллекции
- Государственная Третьяковская галерея, Москва
- Государственный музей архитектуры им. А. В. Щусева, Москва
- Ивановский областной художественный музей, Иваново, Россия
- Калининградская областная художественная галерея, Калининград, Россия
- Тверская областная картинная галерея, Тверь
- Музей актуального искусства "Art 4.ru ", Москва
- Фонд культуры «Екатерина», Москва
- Международный фонд русского и восточноевропейского искусства INTART , Нью-Йорк, США
- Музей искусства, Больцано, Италия
- Музей Людвига, Кёльн, Германия
- Собрание Александра Герцмана, Нью-Йорк, США
- Собрание Виктора Бондаренко, Москва
- Собрание Джин и Даниэль Граль, Верс, Франция
- Собрание Хорвач Бела, Будапешт, Венгрия
- Художественный музей Ицибаши, Токио, Япония

## Фильмография
- Гадкий утёнок
- Слушая Бетховена

## Книжная график
- Японские сказки. — 1994
- Японские сказки. — изд-во «Дрофа», 2002.
- Х.К. Андерсен "Снежная королева" на корейском языке, Guy Hong Agency, 2005. ISBN 978-89-01-04779-9